# Oskar Fabian

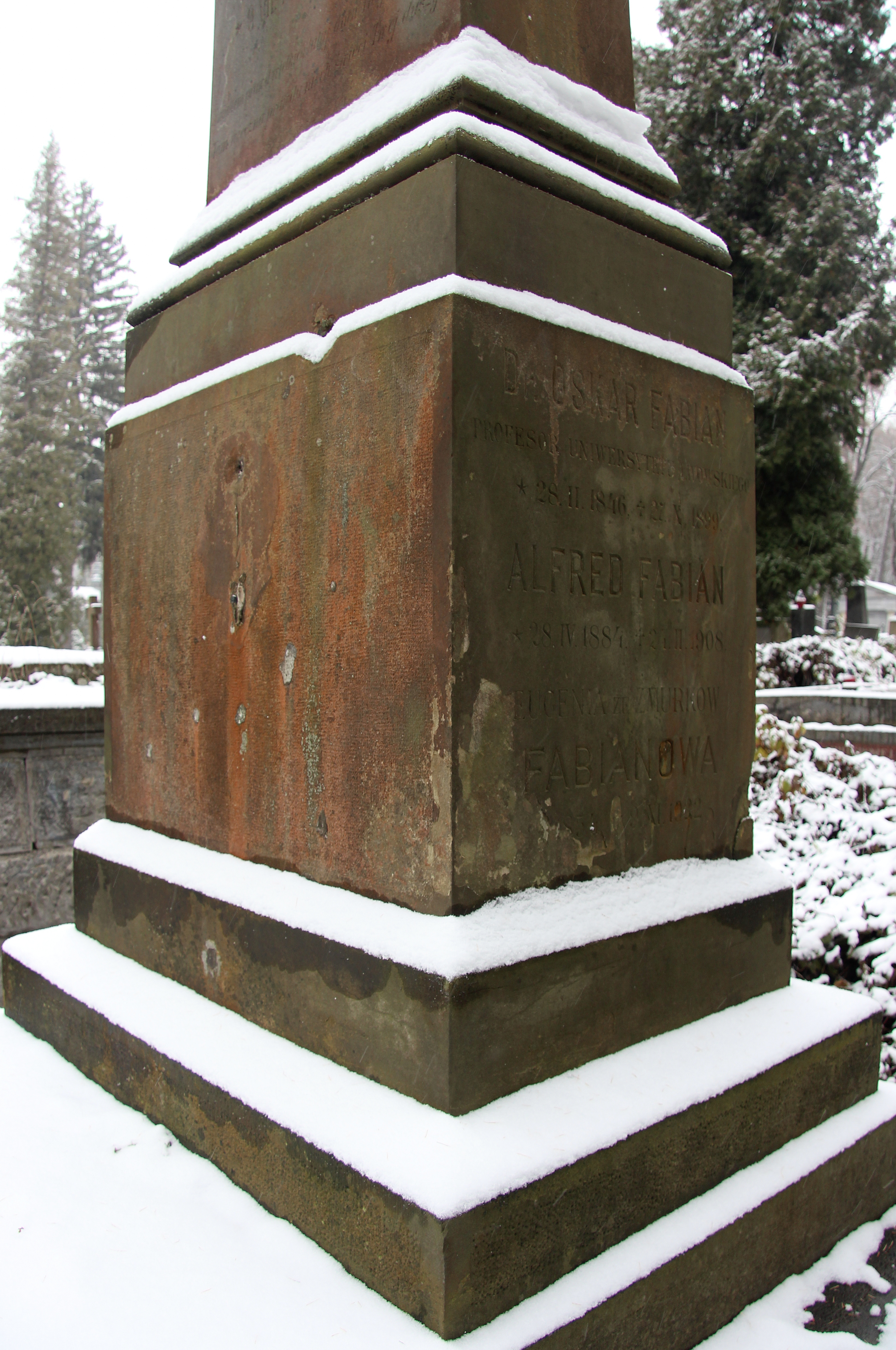

Oskar Fabian (ur. 28 lutego 1846 w Nowym Dworze, zm. 28 października 1899 we Lwowie) – polski matematyk i fizyk.

## Życiorys
Syn Szymona, polskiego farmaceuty, brat Aleksandra. Zięć Wawrzyńca Żmurki.
Od 1872 Privatdozent fizyki i matematyki Uniwersytetu Lwowskiego, od 1873 profesor nadzwyczajny, od 1881 profesor zwyczajny tej uczelni na której objął profesurę fizyki matematycznej. W latach 1876–1881 wykładowca fizyki na Politechnice Lwowskiej. W latach 1882–1883 był prezesem Polskiego Towarzystwa Przyrodników im. Kopernika. Był członkiem Niemieckiej Akademii Leopoldina w Halle. 
Opublikował kilkanaście prac z fizyki, matematyki i metrologii, m.in. o problemach metrologicznych Tatr.
Pochowany na Cmentarzu Łyczakowskim we Lwowie.